# Cloreto de tionila
Cloreto de tionila (ou cloreto de tionilo ou ainda dicloreto de tionila) é um composto inorgânico com a fórmula SOCl2. SOCl2 é um reagente químico usado em reações de cloração. É um líquido incolor, destilável a temperatura ambiente que decompõe-se acima de 140 °C.  SOCl2 é algumas vezes confundido com cloreto de sulfurila, SO2Cl2, mas as propriedades químicas destes compostos de S (IV) e S (VI) diferem significativamente.

## Propriedades e estrutura
A molécula SOCl2 é piramidal, indicando a presença de um par solitário de elétrons sobre o centro do S(IV). Em contraste, COCl2 é planar.
SOCl2 reage com água desprendendo ácido clorídrico e dióxido de enxofre.
H2O + O=SCl2 → SO2 + 2 HCl
Por causa de sua alta reatividade com água, SOCl2 não é previsto como ocorrente na natureza.

## Produção
A principal síntese industrial envolve a reação de trióxido de enxofre e dicloreto de enxofre:
SO3  +  SCl2  →  SOCl2  +  SO2.
Outros métodos incluem
SO2 + PCl5  →  SOCl2  +  POCl3;
SO2  +  Cl2  +  SCl2  →  2 SOCl2;
SO3  +  Cl2  +  2 SCl2  →  3 SOCl2.
A primeira das três reações acima também produz oxicloreto de fósforo (ou cloreto de fosforilo), o qual assemelha-se a cloreto de tionila em muitas de suas reações.

## Aplicações
Cloreto de tionila é principalmente usado na produção industrial de compostos organoclorados, os quais são frequentemente intermediários na produção de fármacos e substâncias agroquímicas.

### Química orgânica
Cloreto de tionila é largamente usado em síntese orgânica para algumas aplicações, requer purificação.  Classicamente, converte ácidos carboxílicos a cloretos de acila:
Álcoois reagem com cloreto de tionila resultando os correspondentes cloretos de alquila na reação de Darzens.